# Ihar Bassinski
Ihar Bassinski (belarussisch Ігар Басінскі; * 11. April 1963 in Hrodna, Weißrussische SSR) ist ein ehemaliger belarussischer Sportschütze.

## Erfolge
Ihar Bassinski nahm an vier Olympischen Spielen teil und startete dabei jeweils mit der Luftpistole über 10 m und mit der Freien Pistole über 50 m. 1988 zog er in Seoul in beiden Disziplinen ins Finale ein und beendete den Wettkampf mit der Luftpistole auf dem fünften Rang. Mit der Freien Pistole erreichte er mit 657 Punkten hinter Sorin Babii und Ragnar Skanåker den dritten Rang, sodass er die Bronzemedaille erhielt. Bei den Olympischen Spielen 1996 in Atlanta erreichte Bassinski erneut beide Finals. Mit der Luftpistole wurde er Siebter, während er mit der Freien Pistole mit 662,0 hinter Boris Kokorew und vor Roberto Di Donna den Silberrang belegte. Vier Jahre darauf sicherte sich Bassinski in Sydney abermals in beiden Konkurrenzen den Finaleinzug. Im Luftpistolen-Wettkampf schaffte er nach dem vierten Rang in der Qualifikation mit 682,7 Gesamtpunkten im Finale noch den Sprung auf den dritten Rang hinter Franck Dumoulin und Wang Yifu. Mit der Freien Pistole schloss er den Wettkampf hinter Tanju Kirjakow und vor Martin Tenk auf dem Silberrang ab. Bei seinen letzten Spielen 2004 verpasste er als Elfter mit der Luftpistole und als 15. mit der Freien Pistole erstmals die jeweiligen Finaldurchgänge.
Bei Weltmeisterschaften sicherte er sich zunächst 1981 in Santo Domingo mit der Luftpistolen-Mannschaft die Bronzemedaille. 1986 in Suhl wurde er mit der Luftpistole Weltmeister und gewann außerdem Silber mit der Freien Pistole sowie Bronze mit der Großkaliberpistole und der Standardpistole. In den Mannschaftswettbewerben dieser vier Disziplinen gewann er mit der sowjetischen Mannschaft sämtliche Titel. In Moskau gelang ihm das 1990 nochmals mit der Standardpistolen-Mannschaft, zudem gewann er Silber mit der Mannschaft mit der Freien Pistole. 1994 in Mailand und 1998 in Barcelona wurde er jeweils Vizeweltmeister mit der Luftpistole. Darüber hinaus sicherte er sich 1998 Bronzemedaillen im Einzel mit der Freien Pistole und in den Mannschaftskonkurrenzen mit der Freien Pistole, der Großkaliberpistole und der Luftpistole. Auch bei Europameisterschaften gewann Bassinski mehrere Titel.
Er ist verheiratet und hat ein Kind.